# 16745 Zappa
16745 Zappa (1996 PF5) là một tiểu hành tinh vành đai chính được phát hiện vào ngày 9 tháng 8 năm 1996 ở Osservatorio San Vittore, Ý. Tiểu hành tinh này được đặt theo tên nhà thiên văn học người Ý, Giovanni Zappa.